# Pseudoceratinidae
Pseudoceratinidae is een familie van sponsdieren uit de klasse van de Demospongiae (gewone sponzen). 

## Geslacht
- Pseudoceratina Carter, 1885